# Año Internacional del Gorila
2009 fue proclamado Año Internacional del Gorila por el Programa de las Naciones Unidas para el Medio Ambiente (PNUMA) y la Convención sobre la Conservación de Especies Migratorias de Animales Silvestres (CMS). Esta iniciativa, respaldada por diversos organismos conservacionistas y gobiernos, tuvo como objetivo concenciar sobre la crítica situación de las poblaciones de gorilas y promover acciones para su protección. La proclamación se realizó en un contexto de creciente preocupación por la caza furtiva, la destrucción del hábitat y la transmisión de enfermedades que amenazan a estos primates en África Central y Occidental.

## Actividades y alcance
Durante el año, se llevaron a cabo múltiples iniciativas para fomentar la conservación de los gorilas. Entre ellas, destacaron campañas educativas, proyectos de reforestación y estrategias para reducir el conflicto entre humanos y gorilas en zonas de alta presión demográfica. Organizaciones internacionales, junto con gobiernos y comunidades locales, colaboraron en la implementación de programas de monitoreo y en el fortalecimiento de las áreas protegidas.
Se promovió la investigación científica sobre la ecología y comportamiento de los gorilas, así como la capacitación de guardaparques y agentes de conservación. Además, se impulsaron estrategias para frenar el tráfico ilegal de estos primates y sus productos derivados.
El financiamiento de estas actividades provino de contribuciones voluntarias de gobiernos, organizaciones no gubernamentales  (ONG), organismos multilaterales y donaciones del sector privado. Las actividades sirvieron para reforzar la cooperación internacional en favor de estos primates y dejaron un marco más sólido para su conservación a largo plazo.